# Вэраю
Вэраю (устар. Выраю) — река в России, протекает по округу Вуктыл Республики Коми. Длина реки составляет 29 км.
Начинается в Уральских горах вблизи границы с Ханты-Мансийским автономным округом. Течёт в общем северном направлении. Спускаясь с гор, выходит в долину, поросшую елово-берёзовым лесом. В самых низовьях отклоняется к западу. Устье реки находится в 8 км по левому берегу реки Патоквож на высоте 189,2 метра над уровнем моря. Ширина реки в нижнем течении — 45 метров, глубина — 1,2 метра, скорость течения воды — 2,2 м/с.

## Данные водного реестра
По данным государственного водного реестра России относится к Двинско-Печорскому бассейновому округу, водохозяйственный участок реки — Печора от водомерного поста у посёлка Шердино до впадения реки Уса, речной подбассейн реки — бассейны притоков Печоры до впадения Усы. Речной бассейн реки — Печора.
Код объекта в государственном водном реестре — 03050100212103000062613.

## Уточнения
1. 1 2  По данным ГВР Вэраю впадает в Большой Паток, а Патоквож является её притоком, впадающим справа на 8 км; по более новым данным участок водотока ниже этой точки является низовьями Патоквожа, а Вэраю — его левым притоком, что уменьшает длину реки на 8 км относительно указанного в ГВР значения